# Доннелли, Джим
Джим До́ннелли (англ. Jim Donnelly, род. 13 июня 1946 года) — шотландский бывший профессиональный игрок в снукер. Сейчас Доннелли — успешный снукерный тренер.

## Карьера
Джим стал первым шотландцем, которому удавалось пробиться в финальную стадию чемпионата мира в Крусибле. Это произошло в 1982 году, тогда в матче 1/16 финала Доннелли проиграл Рэю Риардону со счётом 5:10. Лучший рейтинг Джима — 29-й — был в сезоне 1982/83.
В 1987 году Доннелли был финалистом турнира Scottish Professional.